# フェリペ・デ・サルセード
フェリペ・デ・サルセード（Felipe de Salcedo）は、スペインのコンキスタドール。
彼は兄弟のフアン・デ・サルセードと祖父のミゲル・ロペス・デ・レガスピとともに1564年のフィリピンの征服に参加した。フェリペはメキシコからフィリピンに向けて出航した5隻の艦隊のうち1隻を指揮した。
| スタブアイコン | サブスタブ | この項目は、まだ閲覧者の調べものの参照としては役立たない、人物に関連した書きかけの項目です。この項目を加筆・訂正などしてくださる協力者を求めています（P:人物伝/PJ:人物伝）。 |